# Cerro Mayaca
El cerro Mayaca es una colina que se encuentra en el centro de la ciudad chilena de Quillota. Alberga una población del mismo nombre, además del cementerio municipal de la ciudad. Cuenta, además, con un mirador desde donde se aprecia, una magnífíca vista de la ciudad y del hermoso valle que la circunda.

## Sitio arqueológico
En el año 2018, a los pies del Cerro Mayaca, se realizó el hallazgo de 20 cuerpos y 100 vasijas de cerámica incaica; una nueva excavación reveló la aparición de elementos propios de las culturas inca y mapuche, como orejeras de oro y clavas. Probablemente tengan relación con la presencia del gobernador Quilicanta en la zona, y con posibles intercambios de culturas entre ambos pueblos.
- Datos: Q5763112
- Multimedia: Cerro Mayaca / Q5763112